# 劉騰霄
劉騰霄（？—？），字子翀，號遂宇，直隸保定府安肅縣人，民籍，明朝政治人物、進士出身。

## 生平
隆慶元年（1567年）丁卯科順天府鄉試第七十三名，萬曆二年（1574年）登甲戌科進士第三甲第二百零五名。萬曆四年（1576年）任山西高平縣知縣。萬曆七年官陕西興平縣知縣，擢南京大理寺評事，被弹劾去職。

## 家族
曾祖父劉江，曾任省祭官；祖父劉普；父劉貫，曾任壽官。母張氏；繼母解氏、徐氏。严侍下。弟騰雲、騰霽。